# Roxana Díaz
Roxana Díaz Burgos (San Felipe, Yaracuy, Venezuela, 20 de febrero de 1972) es una actriz de televisión y modelo venezolana.

## Biografía
Díaz nació en la ciudad de San Felipe, es hija de Pedro Roberto Díaz Guzmán y Marjorie Burgos Soto.
Incursionó en el mundo artístico como modelo de la Agencia Mariela Centeno, en 1990. Así se dio a conocer a través de su participación en desfiles y en comerciales de televisión (especialmente como imagen de marcas de pantalones), que no sólo realizó para Venezuela sino también para otros países como República Dominicana y Argentina.
Su instructora de modelaje, Mariela Centeno, le recomendó explotar su físico en el Miss Venezuela 1992, y aunque a ella no le inspiraba mucho la idea, decidió aceptar este reto que sólo cumplió 6 meses, ya que debió salir del concurso.
Paralelo a los talleres de actuación que realizaba, Roxana conoció a un joven que trabajaba en Marte TV y quien le aconsejó hacer un casting que le dio la oportunidad de participar en la telenovela Sirena en 1993, donde interpretó a la malvada Perfidia.
Con esa misma productora, hizo una serie juvenil que nunca se transmitió y que se llamó Ángeles y Arcángeles. Dio vida a Pamela Alvarado en la producción dramática La hija del presidente. Luego hizo su primera protagonización en La llaman Mariamor donde hizo pareja con Saúl Marín.
En 1998, José Simón Escalona la llama para ser la figura principal junto a Carlos Montilla en el dramático Aunque me cueste la vida. Luego de esa telenovela Roxana estableció compromisos con otra planta televisora y luego regresó a RCTV para actuar como Margarita en la telenovela "Mis 3 hermanas". Después interpretó a Avril Zurli en la exitosa telenovela "Carissima" e inmediatamente fue llamada para trabajar en "Juana, la virgen" donde interpretó a Carlota Vivas.
En 2011 actúa en "El árbol de Gabriel" de Venevisión, donde personifica a Sofía Alvarado. En 2012 participa en la telenovela "Dulce amargo" de Televen en alianza con Cadena Tres de México y distribuida por Telemundo. Durante los siguientes años se mantiene dedicada en las obras teatrales, siendo una de ellas El Juego de la Botellita, donde aborda la polémica suscitada en 2002.
En 2023 regresa a lo dramáticos para participar en la serie producida por Hispanomedios en conjunto con Venevisión, Dramáticas, donde asumirá el papel de una de la villanas protagonistas. En 2024, se une al reality show venezolano Malas mujeres, de la misma casa productora.

## Vida personal
Exesposa del conocido actor Saúl Marín, también fue pareja del actor y cantante César Román, y de Jorge Reyes. Este último se separó tras la filtración de un video erótico en 2002.
En 2013 inició una relación con Carlos Guillermo Haydon, El 4 de enero de 2016 anunció su embarazo y el 21 de junio dio a luz a Bárbara Valentina.En diciembre de ese año, se comprometieron y el 15 de septiembre de 2018 se casaron. En 2022 adoptaron a Erik, sobrino de Carlos Guillermo.

## Filmografía

### Televisión
| Año             | Título                   | Personajes                                                         | Rol                    | Cadena o productora      |
| --------------- | ------------------------ | ------------------------------------------------------------------ | ---------------------- | ------------------------ |
| Por confirmarse | Malas mujeres            | Ella Misma                                                         | Integrante             | Hispanomedios            |
| 2025            | Estrellas de la cocina   | Ella Misma                                                         | Concursante            | Televen                  |
| 2023            | Dramáticas               | Sofía Díaz                                                         | Villana principal      | Hispanomedios            |
| 2012-2013       | Dulce amargo             | Bárbara Aguilera de Custodio                                       | Coprotagonista         | Televen \| Cadena Tres   |
| 2011-2012       | El árbol de Gabriel      | Sofía Alvarado                                                     | Villana principal      | Venevisión               |
| 2011            | Que el cielo me explique | Glenda Núñez                                                       | Villana principal      | Televen                  |
| 2008            | Pobre millonaria         | Damiana Grisanti Buendía / Amanda Buendía Landaeta de Del Castillo | Villana principal      | Venevisión Internacional |
| 2007            | Dr. G y las mujeres      | Mercedes                                                           | Participación especial | RCTV                     |
| 2006            | Por todo lo alto         | Morana Bastardo                                                    | Villana principal      | RCTV                     |
| 2004            | ¡Qué buena se puso Lola! | Dolores Estrella Santos / "Lola"                                   | Protagonista           | RCTV                     |
| 2002            | Juana, la virgen         | Carlota Vivas de De la Vega                                        | Villana principal      | RCTV                     |
| 2001            | Carissima                | Avril Zurli Gavazzeni                                              | Protagonista           | RCTV                     |
| 2000            | Mis 3 hermanas           | Margarita Álvarez de Estrada                                       | Villana principal      | RCTV                     |
| 1999            | Cuando hay pasión        | Betania Malavé                                                     | Coprotagonista         | Venevisión               |
| 1998-1999       | Aunque me cueste la vida | Teresa Larrazábal                                                  | Protagonista           | RCTV                     |
| 1996-1997       | La llaman Mariamor       | Genobeba Manturano / "Mariamor"                                    | Protagonista           | Marte Televisión         |
| 1995            | Ángeles y arcángeles     | Gabriela                                                           | Estelar                | Marte Televisión         |
| 1994            | La hija del presidente   | Pamela Alvarado                                                    | Estelar                | Marte Televisión         |
| 1993            | Sirena                   | Perfidia                                                           | Participación especial | Marte Televisión         |

### Películas
- Redención - (2015) - Silvia
- La señora de Cárdenas (2003) - Pilar de Cárdenas